# جرمی گریم
جرمی گریم (انگلیسی: Jérémy Grimm؛ زادهٔ ۲۷ مارس ۱۹۸۷) بازیکن فوتبال اهل فرانسه است.
از باشگاه‌هایی که در آن بازی کرده‌است می‌توان به باشگاه فوتبال استراسبورگ اشاره کرد.